# Alcamenes (beeldhouwer)

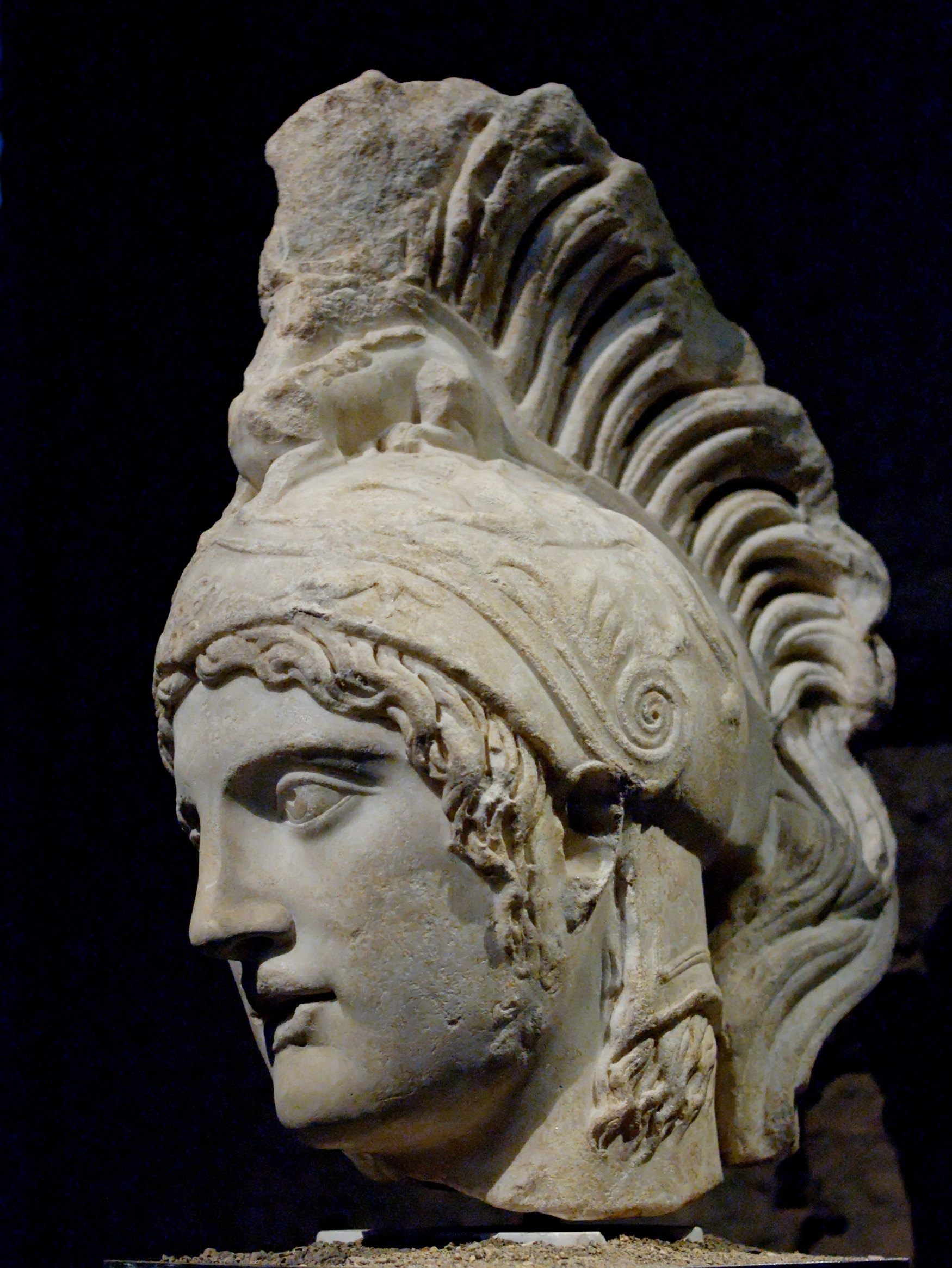
Gehelmde Ares, Romeinse kopie (late 2e eeuw), van een Grieks origineel (5e eeuw v.Chr.), toegeschreven aan Alcamenes (opgeslagen in Musei Capitolini, Centrale Montemartini.).

Alcamenes (Oudgrieks: Ἀλκαμένης / Alkamenes) was een Atheens beeldhouwer, tijdgenoot en concurrent van Phidias.
Hij werkte vooral in Attica gedurende de laatste drie decennia van de 5e eeuw v.Chr. Aan hem dankte Athene de cultusbeelden van talrijke heiligdommen (onder meer de Aphrodite der Tuinen, de chryselefantiene Dionysus in de nieuwe Dionysustempel bij het Dionysustheater, de Ares op de Agora, de Hephaistos en Athena van het Hephaisteion, de Hekate Epipyrgidia op de Akropolis, ...). Een marmeren groep die gevonden werd op de Akropolis en Itys en Procne voorstelt, is waarschijnlijk een wijgeschenk van Alkamenes, als we de beschrijving van Pausanias (I, 24) op dit punt mogen geloven. Bovendien was hij de schepper van een beroemde Hermes Propylaios, die dicht bij de ingang van de Propylaeën stond, en waarvan vele kopieën bestonden.
- Bibsys: 1560455413959
- Gemeinsame Normdatei: 11850200X
- International Standard Name Identifier: 0000 0000 2219 1013
- Library of Congress Control Number: nr88011541
- Nationale Bibliotheek van Israël: 987007442822305171
- Nederlandse Thesaurus van Auteursnamen: 073515949
- Union List of Artist Names: 500123659
- Virtual International Authority File: 5721808